# Satyr (Film)
Satyr ist ein US-amerikanischer Fantasy-Porno-Spielfilm des Regisseurs Michael Zen aus dem Jahr 1996. Der Film wurde 1998 für 22 AVN Awards nominiert und wurde dann in der Kategorie „Best All Girl Scene“ ausgezeichnet.

## Handlung
Fawn Deering ist eine Collegestudentin, die tierbezogene Mythologie und menschliche Sexualität studiert. Dies führt sie für ein Interview zu Dr. Jade, die eine Villa mit zahlreichen Bediensteten bewohnt. Dort trifft sie auf Jades Diener Adam und fühlt sich zu ihm hingezogen. Sophie, die Haushälterin, warnt Fawn, dass sie nach ihrer Abreise nicht zu Jade zurückkehren soll, aber Fawn kann der Einladung von Adam nicht widerstehen, an diesem Wochenende eine Orgie zu beobachten. Sophie versucht, Adam dazu zu bringen, von Fawn abzulassen und nicht seinen Fluch zu teilen, aber Adam hat sich in Fawn verliebt und will nicht ohne sie leben. Für Fawn bedeutet dies, dass sie sich zu einem Satyr wandeln muss wie die anderen Bediensteten in Jades Haushalt. Während die Transformation stattfindet, schläft Fawn die meiste Zeit und hat Visionen, in denen sie Adam in Gestalt eines Satyrs sieht. Nachdem Fawn sich verwandelt hat (mit Hörnern und Pferdebeinen), besucht sie Adams Zimmer, wo sie sich gegenseitig zu ihrer Liebe bekennen. Adam begreift schließlich, dass er Fawn für den Rest ihres Lebens verflucht hat, und beginnt damit, sie zu ihrer menschlichen Form zurückzuführen. Zum Schluss nimmt Fawn im Haushalt den Platz von Jade ein.

## Wissenswertes
- Der Film belegt Platz 24 auf der Liste 500 Greatest Adult films of All Time von AVN.[1]

## Auszeichnungen
- 1998: AVN Award - Best All-Girl Sex Scene (Film) (Missy und Jenna Jameson)